# منتخب هايتي تحت 17 سنة لكرة القدم
منتخب هايتي تحت 17 سنة لكرة القدم (بالفرنسية: Équipe d'Haïti des moins de 17 ans de football)‏ هو ممثل هايتي الرسمي في المنافسات الدولية في كرة القدم في فئة كرة قدم تحت 17 سنة للرجال، يديريه اتحاد هايتي لكرة القدم.